# Бријан Хауи
Бријан Никол Хауи (Ла Канјада Флинтриџ, 24. мај 1989) је америчка глумица. Стекла је признање главним улогама у Фоксовим серијама Истеривач ђавола (2016) и Пролаз (2019), као и понављајућом улогом у првој сезони CW-ове суперхеројске драме Бетвумен (2019–2020) као Реган Пај. Од 2021. године глуми младу мајку Џорџију Милер у Нетфликсовој хумористичко-драмској серији Џини и Џорџа. Године 2024. глумила је Моли Тарнер у празничној комедији браће Фарели Драги Деда Мразе. Године 2025. глумила је у Нетфликсовом филму Трудна, као.

## Рани живот
Хауи је рођена 24. маја 1989. Хауи је одгајила самохрана мајка, од које је касније црпела инспирацију за улогу Џорџе Милер у Нетфликсовој телевизијској серији Џини и Џорџа, и најстарија је од петоро браће и сестара.
Похађала је католичку средњу школу само за девојчице у Ла Канјада Флинтриџу, Калифорнија, где се придружила импровизационом тиму. Наставила је своје глумачко образовање и студирала позориште на Тиш школи уметности Универзитета у Њујорку, и на Институту за позориште и филм Ли Стразберг.
Током студија, глумила је у кратким студентским филмовима Универзитета у Њујорку, Suckerpunch 2008. године, Appropriate Sex 2009. године и Party Favours 2010. године.

## Каријера
Хауи је можда најпознатија по улози Џорџије Милер у Нетфликсовој серији Џини и Џорџа. Серија је објављена 24. фебруара 2021. године, и брзо је постала популарна, привукавши 52 милиона гледалаца на Нетфликсу. Обновљена је за другу сезону 19. априла 2021. године. Након објављивања друге сезоне, Џини и Џорџа је била најгледанија серија од јануара до јуна 2023. године на Нетфликсу, са укупно 967,2 милиона сати гледања између прве и друге сезоне. У мају 2023. године, серија је обновљена за трећу и четврту сезону. Трећа сезона је објављена 5. јуна 2025. године.
Њена прва телевизијска улога била је у серији 90210, када је играла Стејси док је настављала студије на Њујоршком универзитету. Након дипломирања, добила је повремену улогу у АБЦ-јевој комедији The Middle и ABC-јевој драми Освета. Такође је глумила у серији Twisted Tales 2013. године.
Године 2014, Хауи је играо Кенди у комедији Како се решити шефа 2 заједно са Џејсоном Бејтманом, Џејсоном Судејкисом и Чарлијем Дејем.
Године 2015, Хауи се преселила у Лондон како би снимила своју прву сталну главну улогу у серији Живим са моделима на каналу Comedy Central UK, која се емитовала две сезоне. Током тог времена, Бријан се поново појавила у серији Краљице вриска на каналу Fox и серији Умирем овде на каналу Showtime.
Године 2016, Хауи је добила улогу Кет Ренс у телевизијској серији Истеривач ђавола, као сестра опседнуте девојке коју је играла Хана Касулка, док су Џина Дејвис и Алан Рак играли њихове родитеље.
Године 2019, Хауи је глумила Шону Бабкок, „виралну“ звезду, у серији Џастина Кронина Пролаз. Исте године, Хауи је почела да се појављује као Алисон Б. у серији Лутка на Хулуу. Вратила се у другој сезони у фебруару 2022. Такође је имала улогу у романтичној комедији Плус један из 2019.
Године 2024. глумила је Моли Тарнер у празничној комедији браће Фарели Драги Деда Мразе. Године 2025. глумила је у Нетфликсовом филму Трудна, као.

## Лични живот
Удата је за адвоката из Калифорније, Мета Зиринга, од 2021. године, са којим има ћерку која је рођена 2023. године.

## Филмографија

### Филмови
| Година | Наслов                | Улога            | Белешке |
| ------ | --------------------- | ---------------- | ------- |
| 2014.  | ЕТXР                  | Сиси             |         |
| 2014.  | Како се решити шефа 2 | Кенди            |         |
| 2016.  | Супер Нове            | Тифани           |         |
| 2016.  | Вирално               | Тара Данели      |         |
| 2016.  | Усамљени кит          | Хипстер у кафићу |         |
| 2016.  | XOXO                  | Дарла            |         |
| 2017.  | Временска замка       | Џеки             |         |
| 2018.  | Мале кучке            | Сара Рихтер      |         |
| 2019.  | Плус један            | Џес Ремзи        | [ 23 ]  |
| 2024.  | Драги Деда Мразе      | Моли Тарнер      |         |
| 2025.  | Трудна, као           | Меган Тејлор     |         |

### Телевизија
| Година     | Наслов                    | Улога                   | Белешке                             |
| ---------- | ------------------------- | ----------------------- | ----------------------------------- |
| 2010.      | 90210: Следећа генерација | Стејси                  | Епизода: „Нежење“                   |
| 2011.      | Морнарички истражитељи    | Девојка из средње школе | Епизода: „Немиран“                  |
| 2011–2012  | Средина                   | Емили                   | 2 епизоде                           |
| 2012.      | Освета                    | Ива                     | 3 епизоде                           |
| 2013.      | Беби тата                 | Сузи Кетл               | Епизода: „Ја нисам тај тип“         |
| 2013.      | Искривљене приче          | Сузан                   | Епизода: „Угриз“                    |
| 2013.      | Црвени страх              | Одри Стоун              | Веб серија; главна улога            |
| 2013.      | Злочиначки умови          | Хедер Кларк             | 2 епизоде                           |
| 2014.      | Јужњачко срце             | Лулабел                 | Епизода: „Бољи човек“               |
| 2014.      | Twisted                   | Витни Тејлор            | 4 епизоде                           |
| 2014.      | Playing House             | Сесилија                | Епизода: „Босефус и сом“            |
| 2015.      | Краљице вриска            | Мелани Доркус           | 2 епизоде                           |
| 2015.      | Хаваји 5-0                | Лија                    | Епизода: „На Пиликуа Нуи“           |
| 2015–2017  | Живим са моделима         | Скарлетна               | Главна улога                        |
| 2016.      | Чудни пар                 | Алисон                  | Епизода: „Од ове тачке до зрелости“ |
| 2016–2017  | Истеривач ђавола          | Кетрин „Кет“ Ренс       | Главна улога (сезона 1)             |
| 2017.      | Умирем овде               | Кеј                     | 3 епизоде                           |
| 2019.      | Пролаз                    | Шона Бабкок             | Главна улога                        |
| 2019–2020  | Бетвумен                  | Реган Пај               | 4 епизоде                           |
| 2019–2022  | Лутка                     | Алисон Б.               | Понављајућа улога, 7 епизода        |
| 2021–данас | Џини и Џорџа              | Џорџија Милер           | Главна улога; 30 епизода            |
| 2023.      | Celebrity Jeopardy!       | себе                    | Такмичар                            |